# María de la Paz Vilas Dono
María de la Paz Vilas Dono (* 1. Februar 1988 in Vilagarcía de Arousa) ist eine spanische Fußballspielerin, die seit dem 1. Juli 2023 vereinslos ist.

## Karriere

### Vereine
Paz Vilas spielte im Seniorinnenbereich erstmals in der Saison 2006/07 für die UD Levante in der Superliga, die seinerzeit höchste Spielklasse im spanischen Frauenfußball. Am Ende ihrer zweiten Saison trug sie zur gewonnenen Meisterschaft bei.
Anschließend folgten drei Jahre beim Ligakonkurrenten FC Barcelona, mit dem sie am Saisonende 2010/11 den nationalen Vereinspokal gewann; der Stadtrivale Espanyol Barcelona wurde am 19. Juni 2011 mit 1:0 bezwungen. Zu diesem wechselte sie in der Saison 2011/12 und gewann ebenfalls den Vereinspokal; Athletic Bilbao wurde am 10. Juni 2012 mit 2:1 bezwungen.
Nach Valencia gelangt, war sie in acht Saisonen für den FC Valencia in der Primera División aktiv. Das am 17. Mai 2015 erreichte Pokalfinale wurde mit 1:2 gegen Sporting Huelva verloren. Zum Ende ihrer Spielerkarriere kam sie von 2020 bis 2022 für Real Betis Balompié und in der Saison 2022/23 für den in die Primera División aufgestiegenen FC Levante Las Planas in insgesamt 80 Punktspielen zum Einsatz, in denen sie insgesamt 18 Tore erzielte.

### Nationalmannschaft
Paz Vilas debütierte als Nationalspielerin für die U19-Nationalmannschaft am 26. September 2006 in Szubin im ersten EM-Qualifikationsspiel für die auf Island anstehende Europameisterschaft 2007 beim 14:0-Sieg über die U19-Nationalmannschaft Lettlands; dabei gelangen ihr gleich sechs Tore. In den beiden weitern Spielen der Gruppe 2, gegen die U19-Nationalmannschaften Armeniens und Polens erzielte sie beim 3:0- und 4:0-Sieg jeweils ein Tor. In der zweiten Qualifikationsrunde kam sie im April 2007 erneut in allen drei Spielen zum Einsatz. In der Gruppe B der Endrunde erzielte sie ein Tor in drei Spielen.
Für die A-Nationalmannschaft, für die sie 25 Länderspiele bestritt, debütierte sie am 25. Oktober 2008 bei der 0:2-Niederlage im Hinspiel der 3. Qualifikationsrunde gegen die Nationalmannschaft der Niederlande in Las Rozas de Madrid. Im weiteren Verlauf bestritt sie sieben weitere EM- und drei WM-Qualifikationsspiele, elf in Freundschaft ausgetragene Spiele, zwei Spiele der Gruppe D und das mit 3:5 im Elfmeterschießen verlorene Viertelfinale gegen die Nationalmannschaft Österreichs während der Europameisterschaft 2017 in den Niederlanden.

## Erfolge
FC Valencia
- Spanischer Pokalfinalist 2015

Espanyol Barcelona
- Spanischer Pokalsieger 2012

FC Barcelona
- Spanischer Pokalsieger 2011

UD Levante
- Spanischer Meister 2008